# 기타구 (고베시)
기타구(일본어: 北区)는 일본 효고현 고베시의 북동부, 롯코산 북쪽에 있는 구이다.
1973년 8월 1일에 효고구에서 분리된 구이며, 면적은 241.8km2로 시 전체 면적의 44%를 차지하고 인구는 분구 당초에 116,739명이었지만 주택단지 개발이 진행됨에 따라 인구가 급증해 현재는 약 2배에 달하고 있다. 인구는 다루미구를 앞질러 고베시에서는 니시구에 이어 많다.

## 인접한 자치체
- 고베시 히가시나다구, 나다구, 주오구, 효고구, 나가타구, 스마구, 니시구
- 다카라즈카시, 니시노미야시, 아시야시, 산다시, 미키시

## 역사
- 1947년 3월 - 아리마군 아리마정, 아리노촌과 무코군 야마타촌을 효고구에 편입하였다.
- 1973년 8월 - 효고구에서 분구되어 기타구가 탄생하였다.

## 교통

### 철도
- 서일본 여객철도
  - 후쿠치야마선(JR 다카라즈카선)

- 고베 전철
  - 아리마선
  - 산다선
  - 아오선

- 호쿠신 급행 전철
  - 호쿠신선

- 고베시 도시정비공사
  - 롯코 아리마 로프웨이(일본어판)

### 도로
- 신메이신 고속도로
- 주고쿠 자동차도
- 산요 자동차도
- 국도 제176호선 (일본)(일본어판)
- 국도 제428호선 (일본)(일본어판)